# Ieta
Ieta (llatí: Iaeta o Ietae grec antic: Ἰεταί) va ser una ciutat de l'interior de Sicília, al nord-oest de l'illa, no lluny de Panorm en una posició elevada. No està molt clara la seva situació, i Diodor de Sicília diu que era un lloc fortificat proper a Panorm. Sili Itàlic parla de la seva situació elevada.
Filist ja la menciona i diu que era una fortalesa, el mateix que diu Tucídides. Pertanyia als sículs. Gilip, el militar espartà, la va ocupar durant la seva marxa cap a Hímera per l'interior de l'illa des Siracusa. Era una ciutat independent en temps de Pirros de l'Epir, que la va atacar per la seva forta posició, ja que li servia per un atac a Panorm. La ciutat va capitular immediatament. A la Primera Guerra Púnica la va ocupar una guarnició cartaginesa però a la caiguda de Panorm aquestes forces es van retirar i la ciutat va obrir les portes als romans. Sota el poder de Roma era un municipi però de segona fila. Ciceró l'esmenta com una de les ciutats arruïnades per Verres. Plini el Vell diu que era una Ciutat estipendiària.
Tomaso Fazello parla d'una antiga fortalesa anomenada Iato al cim d'una muntanya anomenada Monte di Iato (Monte di San Cosmano) a uns 22 km de Palerm i 18 km d'Entella, que havia estat destruïda per Frederic II juntament amb aquesta darrera ciutat. És probable que el lloc de l'antiga ciutat fos aquesta muntanya.